# Lo Sindicat (Torrefarrera)
Lo Sindicat és una obra noucentista de Torrefarrera (Segrià) inclosa a l'Inventari del Patrimoni Arquitectònic de Catalunya.

## Descripció
Edifici en cantonera. Seu social del sindicat que encara avui satisfà les necessitats socials del poble. L'obra manifesta el seu prestigi i funcionalitat amb grans obertures i una llarga volada balconera. L'atribució estilística no està gaire clara. Situant-se a l'època monumentalista utilitza elements funcionalistes i elements neoclàssics, parlant amb dos estils. Parets de maó.

## Història
L'origen deu situar-se en els anys 20 ó 30. Després de la guerra l'edifici passa a l'Ajuntament. L'any 1959 la cooperativa tornà a fer-se càrrec de la gestió del local. Avui es troba abandonat.